# Бруд

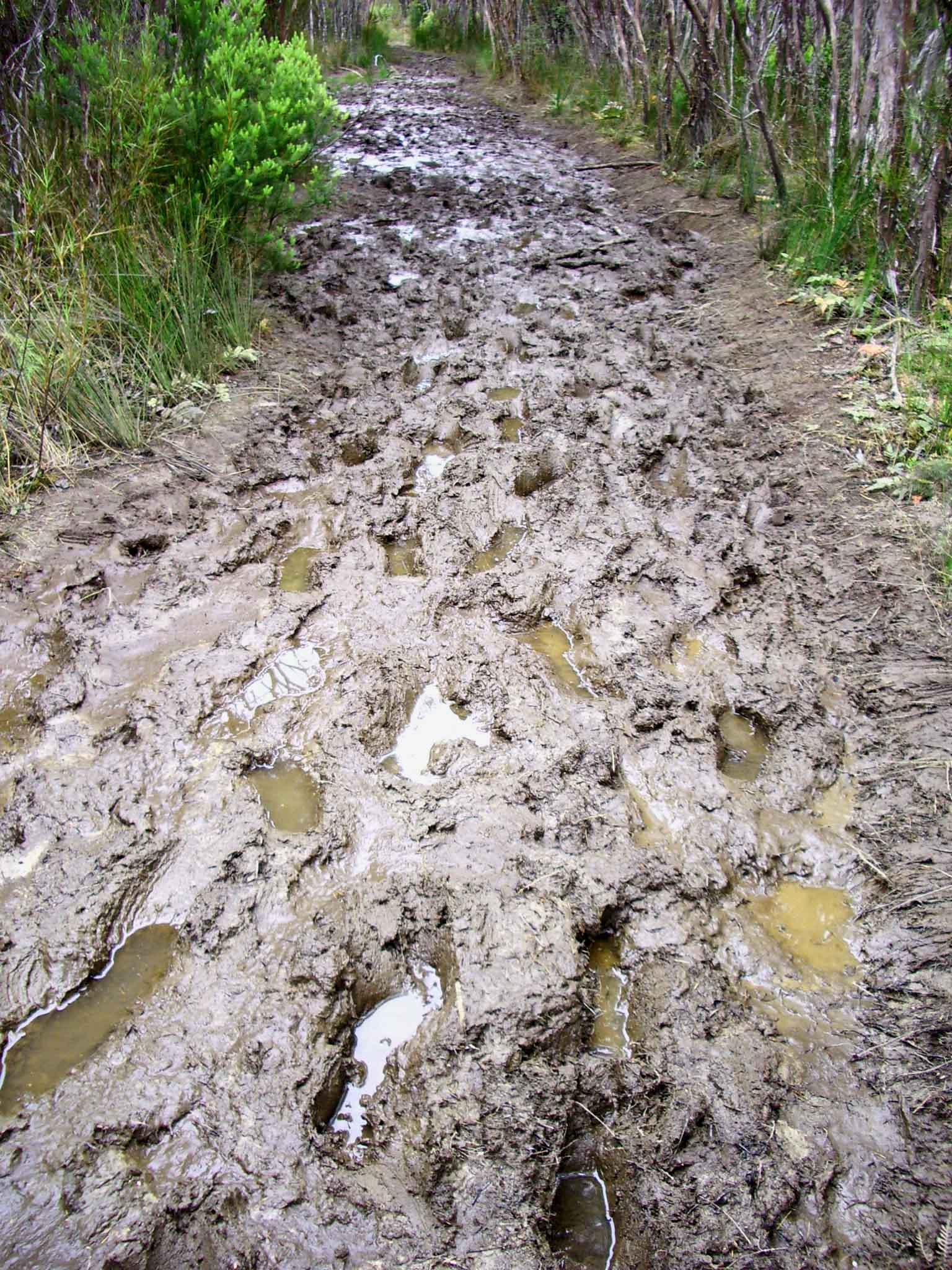
Багнюка

Грязь, грязю́ка, багно́, багню́ка, боло́то, гря́зи́во, грязо́та, кал, кали́ло, ка́ля, калю́ка, твань, тваню́ка — розм'якла від води земля, ґрунт. Бруд — порох у приміщенні, на одежі тощо.
У переносному значенні — витягати (витягти) з грязі когось — допомагати кому-небудь позбутися принизливого становища, злиднів і т. ін.
Дефекаційна грязь (дефекат) — відходи бурякоцукрового виробництва, що містить вапно. Утворюється в процесі очищення бурякового соку. Вихід дефекаційної грязі 8—12 % мас буряк, що переробляється. У свіжіше дифекаційної грязі близько 40 % води. Підсушена до сипкого стану (вологість 25—30 %) вона містить (у %): винищити вуглекислою (з домішкою їдкої) 60—75, органічних речовин 10—15, азоту 0,2—0,7, фосфору (P 2 O 5) 0,2—0,9, калію (K 2 O) 0,5—1, деяку кількість магнію, сірки і мікроелементів. Є хорошим вапняним добривом, яке застосовують (у СРСР щорік до 3 млн т) для вапнування дерново-підзолистих і сірих лісових ґрунтів, оподзоленних і вилужених чорноземів з гідролітичною кислотністю не менше 2 мг-екв на 100 г, переважно в районах бурякосіяння. Доза дефекаційної грязі (розраховують по повній гідролітичній кислотності) 3—5 т/га.
Лікувальні грязі — намул морів або озер, що використовується як лікувальний засіб.

## Цікаві факти
У південнокорейському містечку Поренне, розташованому на узбережжі Жовтого моря, почався один з найвеселіших і вкрай популярних фестивалів. Називається він Фестиваль лікувальної грязі і проходить на найбільшому пляжі міста Поренне — Течхоне.